# José Manuel Castanheira

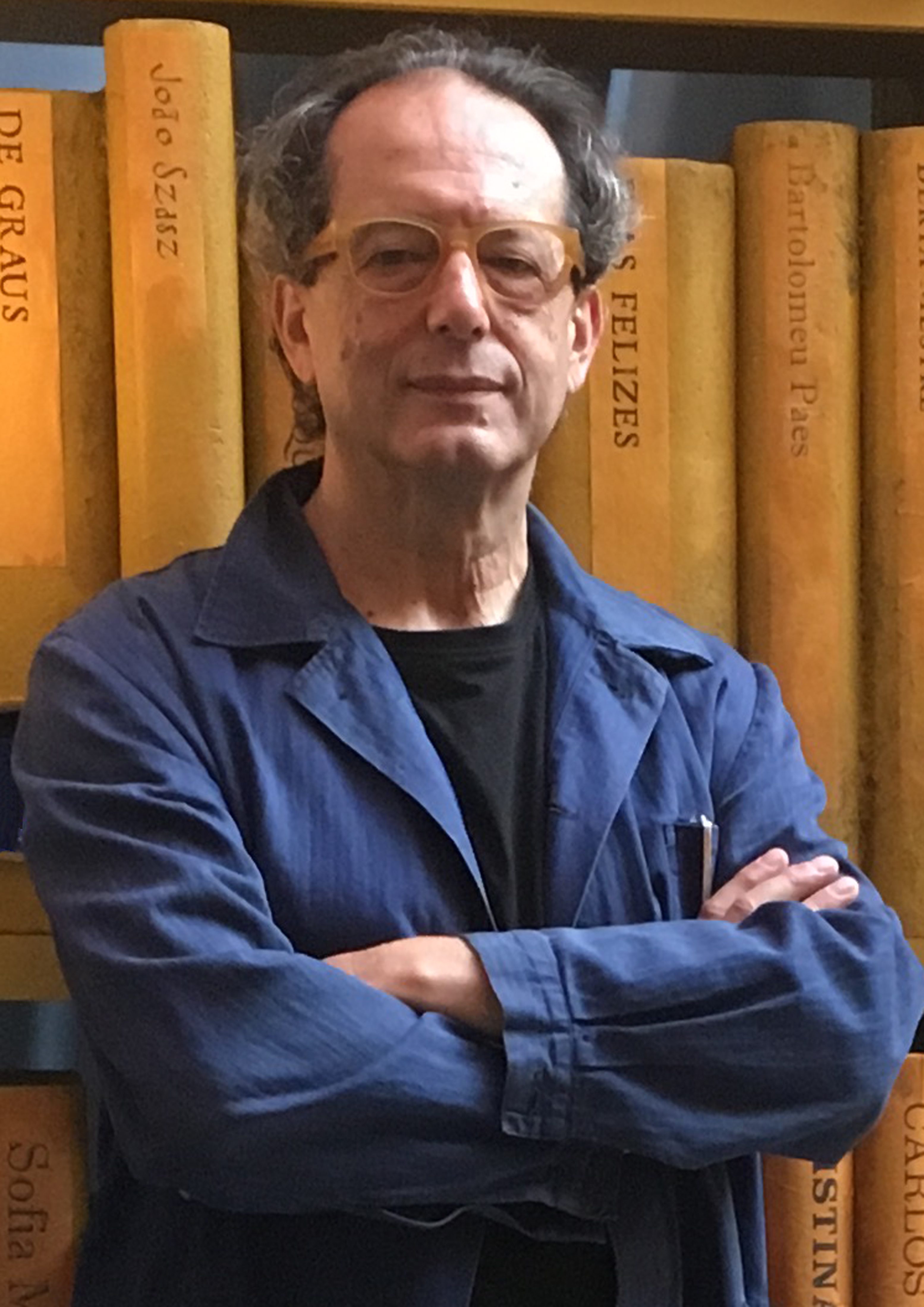
José Manuel Castanheira, 2020

José Manuel Castanheira (Castelo Branco, 1952) é um arquitecto, cenógrafo e pintor português.